# لوئیس لاولر
لوئیس لاولر (انگلیسی: Louise Lawler؛ زادهٔ ۱۹۴۷) یک عکاس اهل ایالات متحده آمریکا است.